# Đau họng
Đau họng hay đau cổ họng, viêm họng là một triệu chứng bệnh khá phổ biến với biểu hiện là đau, kích ứng ở vùng cổ họng, thường được gây ra bởi đợt viêm họng cấp (viêm ở cổ họng). Mặc dù triệu chứng này cũng có thể xuất hiện như là một kết quả của chấn thương, nhiễm bạch hầu, hoặc do các nguyên nhân khác.

## Định nghĩa
Đau họng là đau ở bất cứ đâu trong vùng cổ họng.

## Chẩn đoán phân biệt
Đau họng thường là do kích ứng hoặc viêm. Nguyên nhân thường gặp nhất (80%) là viêm họng cấp tính do nhiễm virus ở vùng cổ họng. Các nguyên nhân khác bao gồm nhiễm trùng (chẳng hạn như viêm họng do liên cầu), chấn thương, và khối u. Bệnh trào ngược dạ dày có thể đưa axit dạ dày lên vùng cổ họng và gây ra cơn đau họng.
 Ở trẻ em, viêm họng do liên cầu khuẩn là nguyên nhân của 37% bệnh viêm họng.

### Đau họng mà không do viêm họng
Trong đau phần đầu vùng cổ họng cũng có thể do viêm tai giữa cấp tính, viêm xoang, nhiễm trùng tuyến nước bọt, viêm răng, viêm tuyến giáp,
cổ căng cơ, áp xe retropharyngeal, viêm nắp thanh quản hoặc sưng hạch bạch huyết cổ tử cung. Ngoài ra bệnh ở trung thất có thể gây ra đau họng, ví dụ: Đau thắt ngực, phình động mạch phổi, tràn khí màng tim và viêm thực quản. Ngay cả các bệnh toàn thân như bệnh bạch cầu, mất bạch cầu hạt, rubella, viêm phổi có thể là một nguyên nhân.

## Điều trị

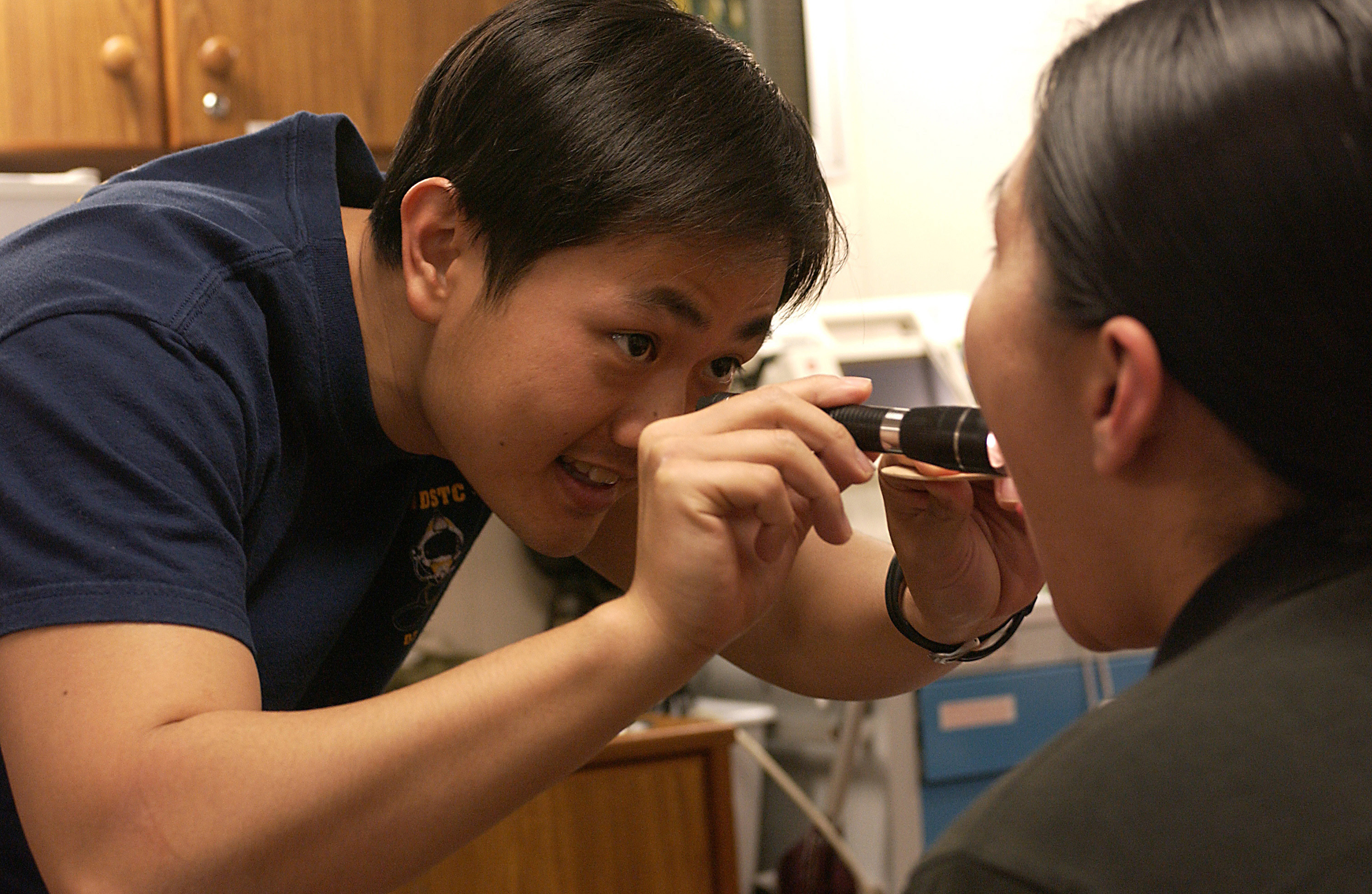
Nhân viên y tế đang kiểm tra cổ họng

Thuốc giảm đau như các loại thuốc chống viêm không steroid (NSAIDs) và paracetamol (acetaminophen) có thể giúp giảm nhẹ cơn đau họng. Các chuyên gia y tế từ Mayo Clinic khuyên người bị đau họng nên súc miệng với nước muối ấm và hạn chế nói nhiều gây ảnh hưởng đến giọng nói. Các triệu chứng mà không cần điều trị tích cực thường kéo dài 2-7 ngày.

## Dịch tễ
Mỗi năm, tại Hoa Kỳ có khoảng 2,4 triệu ca cấp cứu có liên quan đến cổ họng.